# Federico Grote

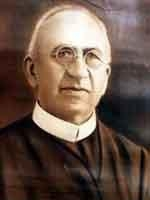
Padre Federico Grote (1853-1940), iniciador del pensamiento católico obrero en Argentina.

Federico Grote (Münster, Confederación Germánica -actualmente en Alemania-; 16 de julio de 1853 – Buenos Aires, República Argentina; 30 de abril de 1940), fue un sacerdote redentorista alemán que emigró a la Argentina en  1884  y dedicó su vida al Evangelio y a difundir el socialcristianismo en ese país. 

## Biografía
Grote nació el 16 de julio de 1853 en Münster de Wesfalia (Alemania), hijo de José Grote, tipógrafo y dueño de una imprenta y Elisabeth Herbst, ama de casa 
Cursó sus estudios secundarios en uno de los más prestigiosos establecimientos de Alemania: el Gymnasium Paulinum.

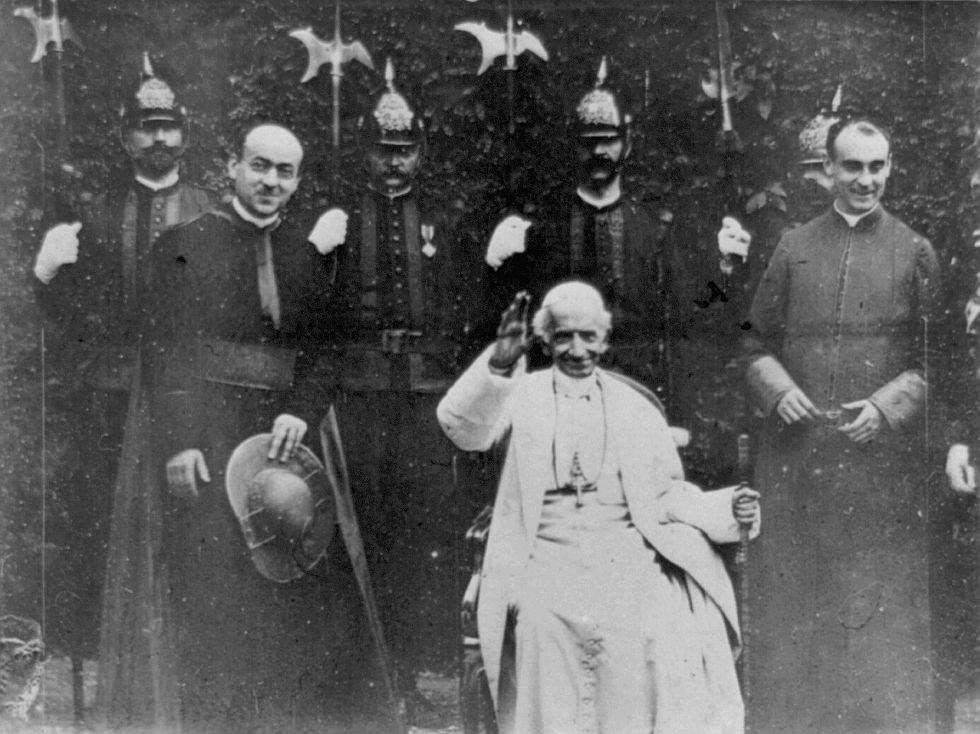
El Papa León XIII promulgó la encíclica Rerum Novarum sobre las condiciones de las clases trabajadoras en 1891.

Fue ordenado sacerdote el 8 de junio de 1878. Al año siguiente se trasladó como misionero a América. Permaneció cinco años en Ecuador, y llegó a Buenos Aires en 1884.
En 1870 ingresa al noviciado de la Provincia de la Baja Alemania de la Congregación del Santísimo Redentor, ubicado en Tréveris.
El 15 de septiembre de 1873 fue expulsado junto con otros seminaristas, en una acción dictatorial del canciller Bismark hacia la casa religiosa que ya estaba dispuesta en Luxemburgo.[cita requerida]
Fue ordenado sacerdote el 8 de junio de 1878. Al año siguiente se trasladó como misionero a América. Permaneció cinco años en Ecuador, y llegó a Buenos Aires en 1884.

### Pensamiento
Grote admiraba y tomaba como modelo la figura de monseñor Wilhelm Emmanuel von Ketteler, también originario de Münster, Monseñor von Ketteler dejó una doctrina social clara al Zentrum partido político defensor de los intereses de los católicos, y especialmente apreció en las ideas socialistas de Ferdinand Lassalle, las reivindicaciones y las críticas a la sociedad capitalista, que iban contra el dogma católico. Acusó a los liberales de engañar a los obreros en beneficio propio, y junto a los socialistas, les acusó de totalitarios. Además, previno de que la defensa absoluta de la propiedad era una doctrina atea, favorecida por la desaparición de la creencia de Dios en el liberalismo. Su fin fue el asociacionismo obrero y el establecimiento de una paz duradera entre empresario y trabajador. 
Aplicando las enseñanzas del Papa León XIII en sus encíclicas Rerum Novarum (1891) sobre la cuestión social y Graves de Communi Re (1901) sobre el recto concepto de Democracia Cristiana, como parte del Socialcristianismo y distinguiéndola de la Socialdemocracia.

### Iniciador de las peregrinaciones al Santuario de Nuestra Señora de Luján

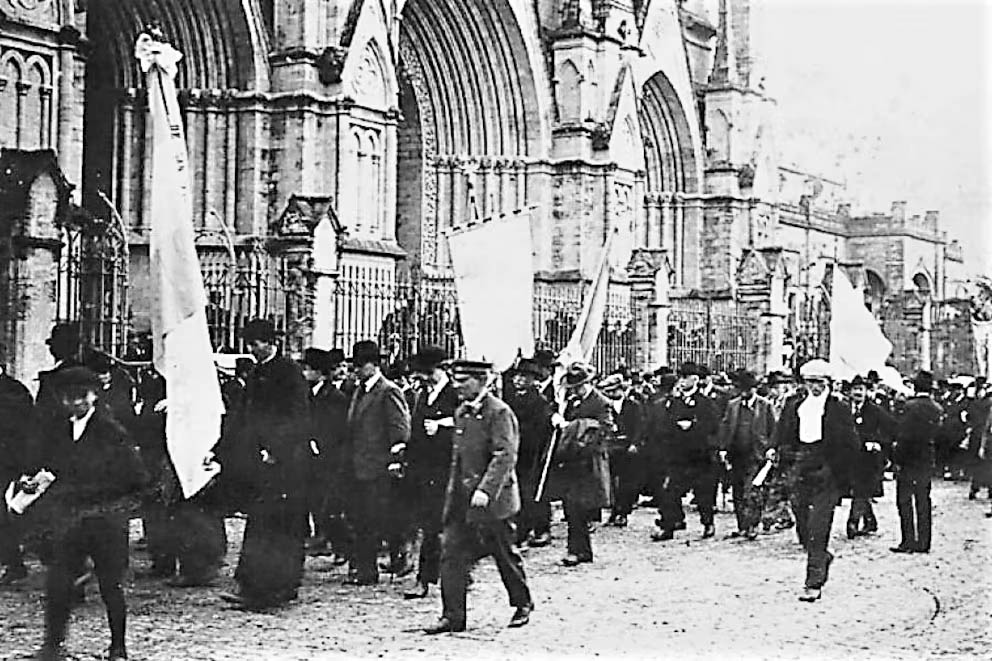
Primera peregrinación al Santuario de Nuestra Señora de Luján, en 1893

El padre Federico Grote fue el primero en organizar peregrinaciones al Santuario de Nuestra Señora de Luján. 
En la primera peregrinación, realizada el 29 de octubre de 1893, fue acompañado por unos 400 hombres con banderas argentinas quienes prometieron concurrir todos los años a pedir a la Virgen protección para la obra. 
Tres años después, los peregrinos sumaban 3 000. 
Esta peregrinación se ha realizado ininterrumpidamente hasta nuestros días.

### La fundación de los Círculos Católicos de Obreros y los inicios de la Democracia Cristiana
Federico Grote fundó en 1892 los Círculos Católicos de Obreros siendo su presidente en 1893 Santiago Gregorio O'Farrell y en 1902 la Liga Democrática Cristiana. El Primer Manifiesto de la Liga Democrática Cristiana contiene los principios básicos del socialcristianismo. 
Desde que el padre Grote fundó el primer Círculo Católico de Obreros, el sacerdote José Américo Orzali lo secundó, y rápidamente creó el Círculo de Obreros de Barracas al Norte, que llegaría a tener 3000 asociados.
De 1902 a 1910 participó de la Liga Democrática Cristiana, antecedente de La DC. El Primer Manifiesto de la Liga Democrática Cristiana contenía los principios básicos del socialcristianismo. En los congresos nacionales que organizados por la Liga en 1907 y 1908 figuras como Juan Félix Cafferata, Gustavo Franceschi, Emilio Lamarca, Alejandro Bunge, Santiago Gregorio O'Farrell expusieron notables trabajos y proyectos de legislación social.
Vinculados a los Círculos Católicos de Obreros y a la Liga Democrática Cristiana aparecieron los periódicos La Defensa (1895), La Voz del Obrero (1899), El Trabajo (1908) y el diario El Pueblo que se publicó durante seis décadas desde 1901 hasta 1960.
En 1912 fue reemplazado como director de los Círculos Católicos de Obreros por Monseñor Miguel de Andrea.
Falleció un 30 de abril de 1940. Sus restos descansan en el Panteón Social de la Federación de Círculos Católicos de Obreros, ubicado en el Cementerio de Chacarita, de la Ciudad de Buenos Aires.
Hoy a más de cien años de su creación, los Círculos a través de sus más de cuarenta filiales continúan su obra por el bienestar de los trabajadores y sus familias.
Una calle de la Ciudad de Córdoba en Argentina, lleva su nombre, calle Padre Grotre y en intersección con Avenida del Trabajo, hay un monolito recordatorio hacia él.